# Localização rápida
Localização Rápida é a forma de se localizar com rapidez onde se encontra um documento, podendo ser através de um índice remissivo descrito com maiores detalhes e que possa ser um instrumento de localização de documentos, por maior que seja o arquivo.